# Bernhard Rensch
Bernhard Rensch (Thale, 21 gennaio 1900 – Münster, 4 aprile 1990) è stato un biologo e ornitologo tedesco.
È stato uno dei principali teorici della sintesi evolutiva moderna.
Prestò servizio militare nell'esercito tedesco dal 1917 al 1920, per poi proseguire in seguito la sua formazione. Ricevette il dottorato presso l'Università di Halle nel 1922. Nel 1925 iniziò a lavorare come assistente al Museo Zoologico dell'Università di Berlino e nel 1927 prese parte ad una spedizione zoologica nelle isole della Sonda, studiando la distribuzione geografica di sottospecie appartenenti a specie politipiche e a complessi di specie strettamente imparentate, prestando attenzione a come i fattori ambientali avevano influenzato la loro evoluzione. Nel 1929 pubblicò il libro Das Prinzip geographischer Rassenkreise und das Problem der Artbildung, dove discusse i rapporti tra geografia e speciazione.
Rensch è famoso per i suoi contributi teorici alla Sintesi Moderna nel campo della morfologia. I suoi campi di studio furono molteplici e abbracciarono una grande varietà di fenomeni biologici: l'allometria, il comportamento e la memoria animale, le leggi climatiche, l'evoluzione umana e l'ornitologia.

## La regola di Rensch
Quella che in seguito divenne nota come regola di Rensch venne proposta dal biologo tedesco nel 1950. È una legge allometrica riguardante la relazione tra l'estensione del dimorfismo sessuale di dimensione (SSD) e quale sesso abbia dimensione maggiore. All'interno di una stessa specie e di una discendenza, il dimorfismo di dimensione aumenta al crescere della dimensione corporea quando il maschio è l'esemplare più grande e diminuisce al crescere della dimensione corporea media quando la femmina è l'esemplare più grande.

## Pubblicazioni
- 1950. Sinneszellen als psychophysische Substanz.
- 1952. Psychische Komponenten der Sinnesorgane.
- 1960. The laws of evolution.
- 1961. Die Evolutionsgesetze der Organismen in naturphilosophischer Sicht.
- 1962. Probleme der Willensfreiheit in biologischer und philosophischer Sicht.
- 1968. Biophilosophie auf erkenntnistheoretischer Grundlage. Stuttgart: Fischer
- 1972. Homo Sapiens: From Man to Demigod. Ed. Columbia University Press. 444 pp. ISBN 0-231-03683-3
- 1974. Polynomistic determination of biological processes.
- 1977. Panpsychistic identism and its meaning for a universal evolutionary picture.
- 1980. Das Problem der Stammesgeschichte des Psychischen.
- 1981. Drei heterogene Bedeutungen des Begriffs "Zufall".
- 1982. Kants Vorstellungen über den menschlichen Geist.
- 1985. Stammesgeschichte und naturphilosophische Folgerungen
- 1988.  Probleme genereller Determiniertheit allen Geschehens (Biologie und Evolution interdisziplinar). Ed. P. Parey. 121 pp. ISBN 3-489-63934-0
- 1991.  Das universale Weltbild: Evolution und Naturphilosophie. Ed. Wissenschaftliche Buchgesellschaft. 303 pp. ISBN 3-534-11485-X